# Maison de la culture à Helsinki
La  Maison de la culture (finnois : Kulttuuritalo) est un bâtiment situé à Helsinki en Finlande,. 

## Histoire
Le bâtiment conçu par Alvar Aalto  est situé au 4, rue Sturenkatu, dans le quartier d'Alppila à Helsinki.

## Galerie

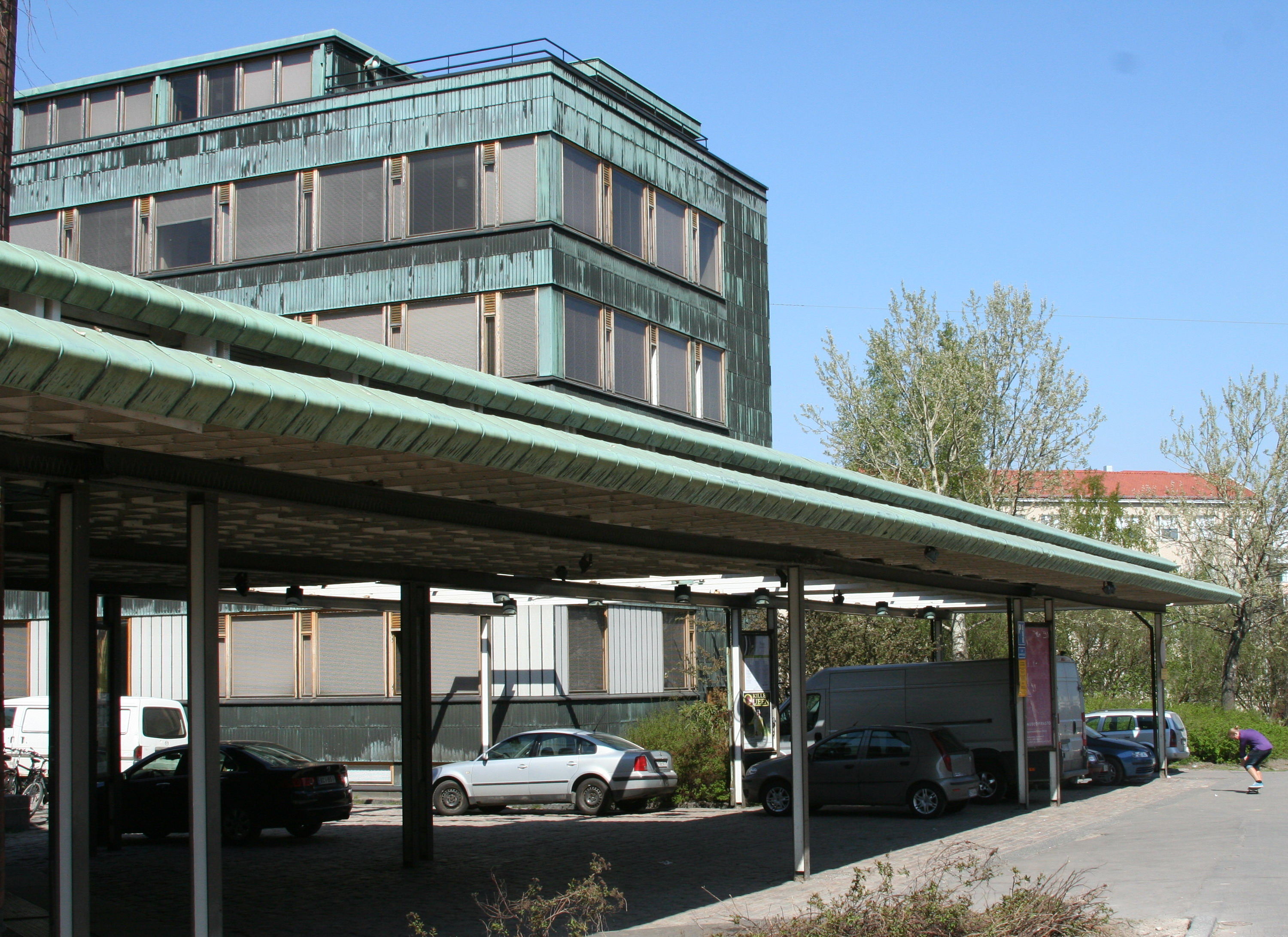
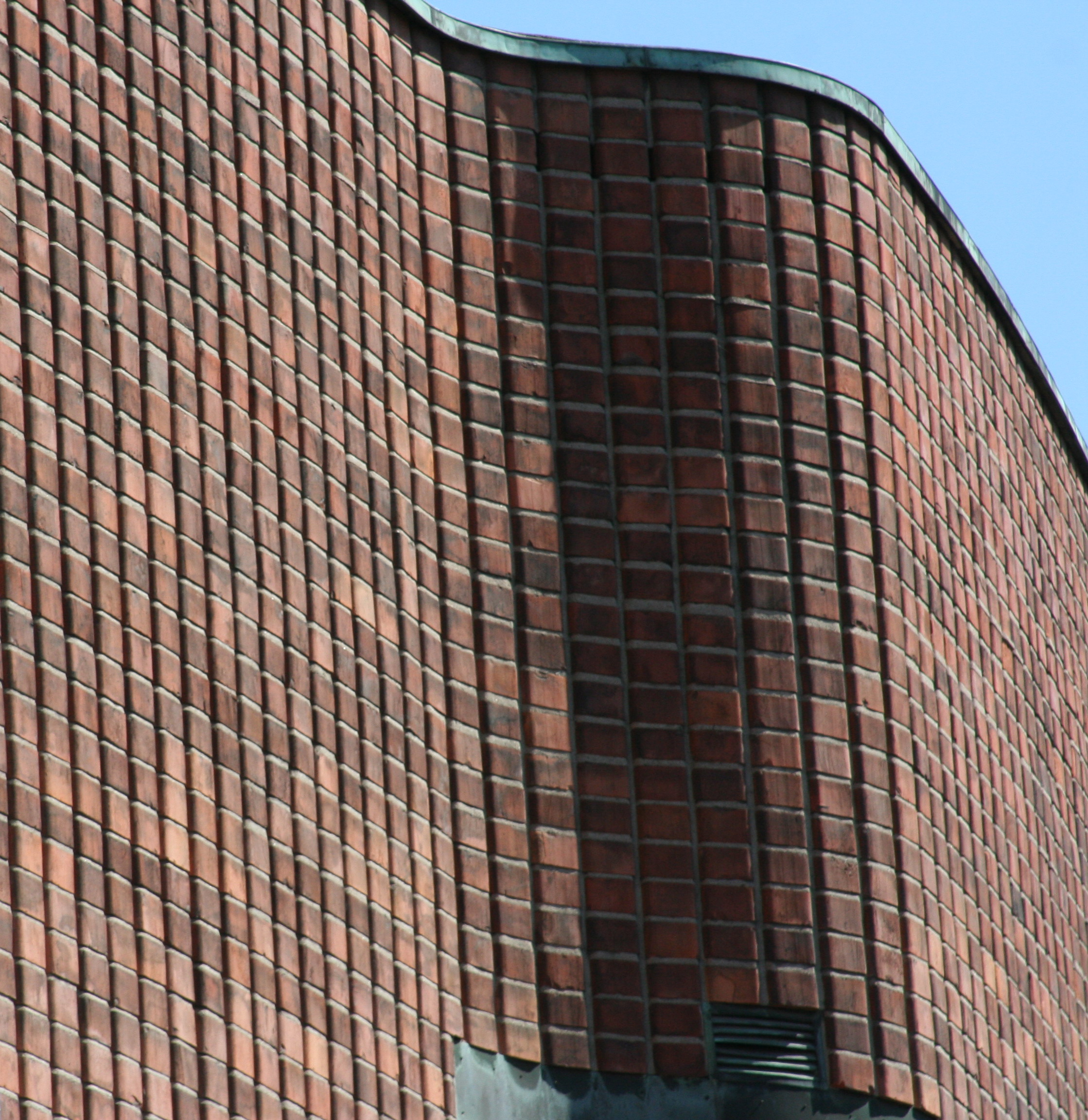
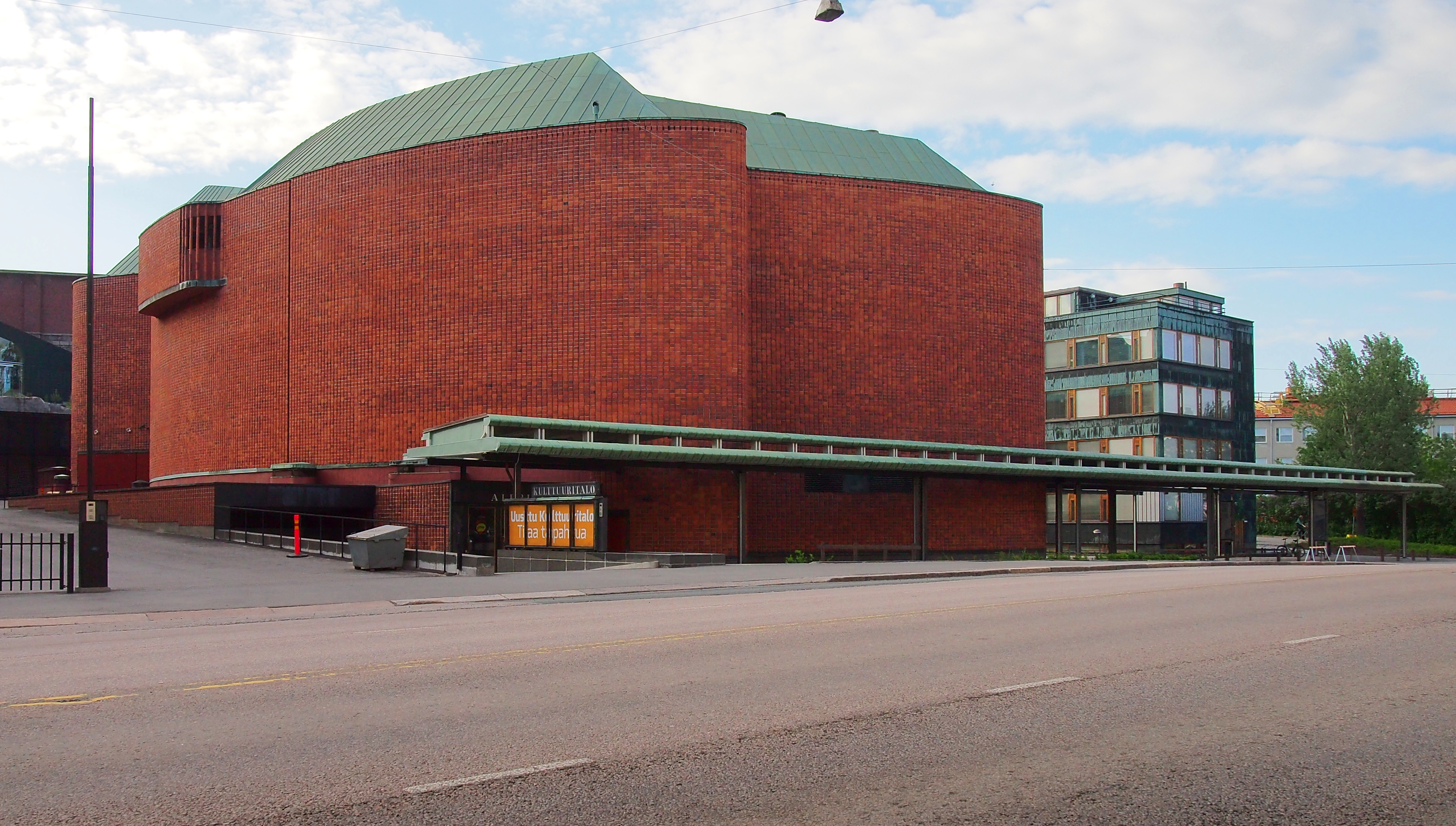